# Cibercirugía
El término cibercirugía está conformado por dos términos bases; cibernética y cirugía. El primero de ellos es definido por la Real Academia Española como el estudio de las analogías entre los sistemas de control y comunicación de los seres vivos y los de las máquinas; en particular, el de las aplicaciones de los mecanismos de regulación biológica a la tecnología. Mientras que el segundo lo define como la rama de la medicina que tiene por objeto curar las enfermedades por medio de operaciones. Esta fusión de palabras nos llevan a definir cibercirugía como las técnicas quirúrgicas realizadas por medio de robots de alta tecnología, los cuales abren la posibilidad de ser comandadas a larga distancia en tiempo real. La cibercirugía es uno de los resultados de la conjunción de ciencias como la informática, la robótica y la telepresencia los cuales han sabido integrarse y desarrollar esta nueva tecnología, la cual está integrando al ser humano con la mecatrónica y revolucionando la medicina y cirugías tradicionales.

## Antecedentes
El origen de la realización de este nuevo tipo de intervenciones quirúrgicas se remonta a las investigaciones realizadas por el ingeniero en manipulación remota del Standford Research Institute Philippe Green y por el doctor Richard M. Stava, cirujano del ejército de Estados Unidos en 1992, quien estaba a cargo del ABTP (Advanced Biomedical Technology Program). Ya que ellos desarrollaron un sistema conocido como Green telepresencia, el cual fue el primer prototipo para realizar cirugías por computadoras. El objetivo inicial de este proyecto era atender emergencias de guerra desde lugares seguros, sin embargo al observar su eficacia se empezaron a crear nuevos robots diseñados para ser asistentes de los cirujanos.
El primer robot enfocado al ámbito clínico fue el Esopo y tuvo como función primordial ayudar al cirujano a conducir la cámara laparoscópica. Posteriormente, se desarrolló un robot que obedece los comandos de voz de los cirujanos. Y en la unión de estos dos robots sumado a diversas nuevas funciones nació el proyecto Zeus el cual estaba designado para realizar cirugías generales y más adelante ejecutar cirugías cardiacas, de columna vertebral y cerebral.
Actualmente uno de los robots más eficientes en la realización de cirugías es el creado por la empresa Intuitive Survical quienes le dieron el nombre de Da vinci este está conformado por una cabina de control, desde donde el cirujano lo maneja. También cuenta con un monitor 3D y un joystick, herramientas que le proporcionan al cirujano la visualización del robot y el control de sus brazos mecánicos. El diseño de sus brazos de tan sólo metro y medio, sus dedos similares a unos lápices y sus más de mil quinientas posiciones hacen que Da vinci pueda ser utilizado en cualquier operación.

## Objetivo de cibercirugias
El objetivo de la utilización de cibercirugías es evitar pequeños detalles que a los cirujanos de carne y hueso en ocasiones se les complican como son: la precisión de los cortes o el temblor de las manos provocada por los nervios de realizar acciones complicadas o algunas otras situaciones. Lo que se busca en estas máquinas es darle una mayor precisión a las cirugías haciendo uso de la sensibilidad de sus acciones y no reemplazar a los cirujanos como se podría llegar a pensar. La cibercirugía busca proveer a los médicos de herramientas de alta tecnología que los ayuden a tener un mejor desempeño y por consiguiente poner lo menos posible en riesgo la vida del paciente.

## Componentes de cibercirugias
Aunque los componentes necesarios varían de acuerdo a la cirugía necesaria de cada paciente, la cibercirugía consta de cinco aparatos bases que sin ellos no se puede realizar y son los siguientes:
- Consola
- Robot esclavo
- Instrumentos
- Interfaz gráfica
- Carro de video

## Primeras Cibercirugias
A finales de 2001 en la Ciudad de México en las instalaciones del Hospital Torre Médica un grupo de cirujanos dirigidos por el doctor Adrián Carbajal Ramos, en unión con la compañía estadounidense Computer Motion realizaron con rotundo éxito las cirugías de colecistectomía y funduplicación de Nissen a través de un robot esclavo llamado Zeus, posteriormente se realizaron otras 180 intervenciones manteniendo los resultados obtenidos en las primeras cirugías.